# Претти, Франческо
Франческо Претти (итал. Francesco Pretti; 28 сентября 1903, Кальяри — 1988, Рим) — итальянский легкоатлет, выступавший в беге на длинные дистанции. Участник летних Олимпийских игр 1932 и 1948 годов.

## Биография
Франческо Претти родился 28 сентября 1903 года в итальянском городе Кальяри.
Выступал в легкоатлетических соревнованиях за добровольную милицию национальной безопасности. В 1934 году стал рекордсменом Италии в беге на 50 км.
В 1932 году вошёл в состав сборной Италии на летних Олимпийских играх в Лос-Анджелесе. В беге на 50 км не смог завершить дистанцию.
В 1948 году вошёл в состав сборной Италии на летних Олимпийских играх в Лондоне. В беге на 50 км не смог завершить дистанцию.
В том же году стал основателем и первым президентом Национальной ассоциации спортсменов сборной Италии.
В 1958 году был организатором первого профессионального шоссейного велотура Сардинии.
Умер в 1988 году.

## Личный рекорд
- Бег на 50 км — 4:36.42 (1948)[1]